# Xanthorhoe inaequata
Xanthorhoe inaequata là một loài bướm đêm trong họ Geometridae.